# Acuario municipal de Santos

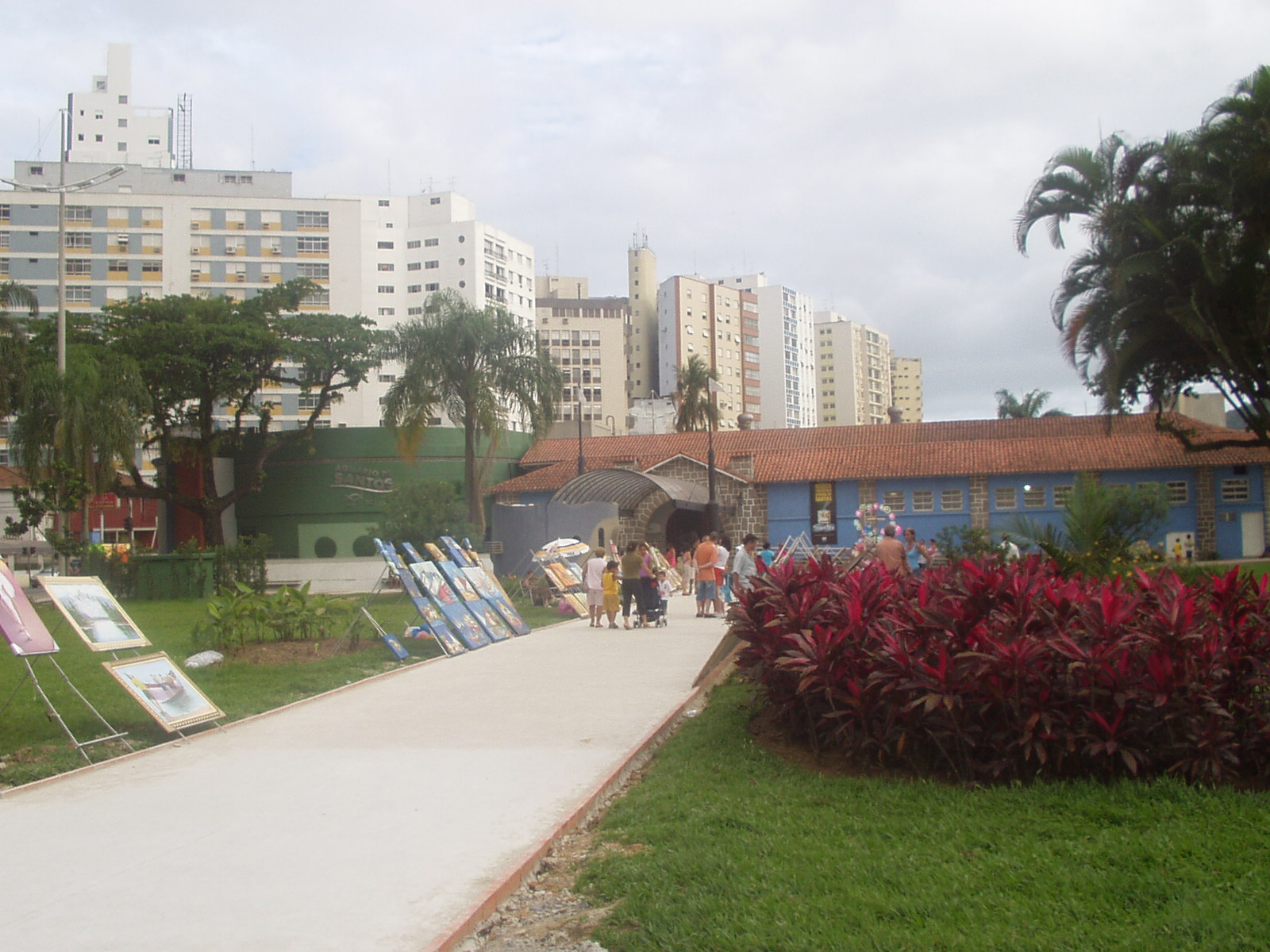
Acuario Municipal de Santos.

El Acuario Municipal de Santos (en portugués Aquário Municipal de Santos) es un acuario público localizado en la ciudad brasileña de Santos, en el estado de São Paulo.
Fue inaugurado el 2 de julio de 1945, con la presencia del entonces presidente de Brasil, Getúlio Vargas.